# Magnus Jocham

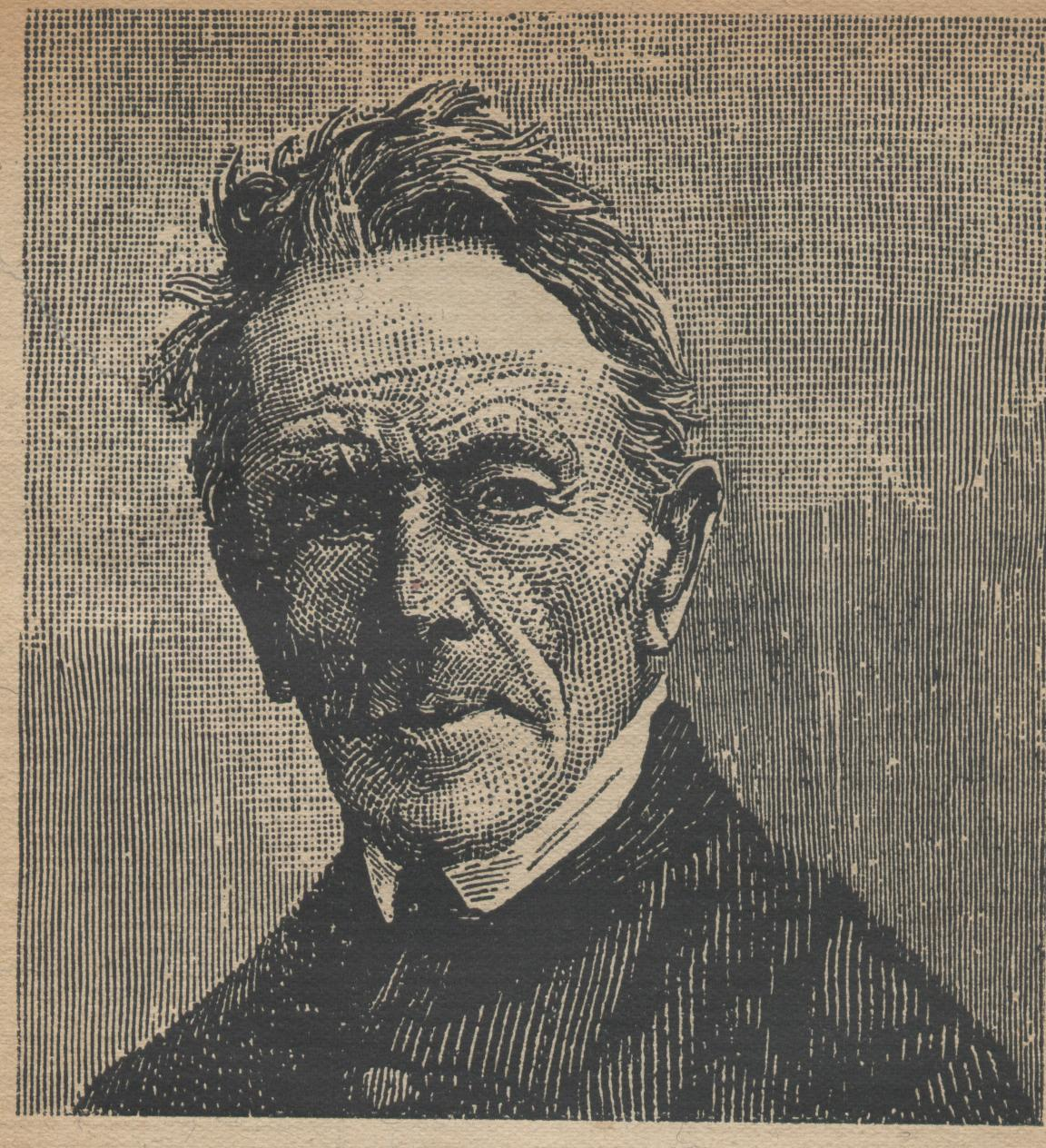
Dr. Magnus Jocham, zeitgenössische Zeichnung.

Magnus Jocham (* 23. März 1808 in der Gemarkung Rieder im Dorf Bühl am Alpsee, einem Ortsteil von Immenstadt im Allgäu; † 4. März 1893 in Freising) war ein römisch-katholischer Pfarrer und Professor für Moraltheologie am erzbischöflichen Lyzeum in Freising sowie Schriftsteller. Er gehörte zum Umkreis der katholischen Allgäuer Erweckungsbewegung. Außerdem war er der Begründer der Kolpingsfamilie Freising.
Jochams literarisches Hauptwerk, das ihn auch überregional bekannt machte, ist das 1861/1862 erschienene, zweibändige hagiographische Handbuch Bavaria Sancta, in dem er die Heiligen und Seligen Bayerns unter Einschluss Frankens und der Rheinpfalz darstellt.

## Schriften (Auswahl)
- Bavaria Sancta. Leben der Heiligen und Seligen des Bayernlandes zur Belehrung und Erbauung für das christliche Volk. Die Heiligen und Seligen Bayerns unter Einschluß Frankens und der Rheinpfalz (2 Bände). Verlag des katholischen Büchervereins, München 1861 und 1862. 684 und 538 S.
- Magnus Jocham (Verf.), Magnus Sattler (postumer Hrsg.): Memoiren eines Obskuranten. Eine Selbstbiographie. Kommissions-Verlag der Jos. Kösel’schen Buchhandlung, Kempten 1896. 851 S.
- Magnus Jocham (Hrsg.): Leben des ehrwürdigen Ludwig de Ponte aus der Gesellschaft Jesu. Ein Blick in das äußere Leben dieses Ordens in seiner ersten Blühte. Nach der lateinischen von dem Jesuiten Heinrich Lamparter verfaßten Lebensgeschichte frei bearbeitet. F. C. v. Geideschen Buchhandlung, Sulzbach 1840. 214 S.
- Magnus Jocham: Die sittliche Verpestung des Volkes durch die Jesuiten. Mit besonderer Bezugnahme auf die Moraltheologie von P. Gury. Verlag Franz Kirchheim, Mainz 1866 (2. Aufl. 1869). 54 S.